# 不動寺パーキングエリア
不動寺パーキングエリア（ふどうじパーキングエリア）は、石川県金沢市不動寺町ならびに同市梨木町にある北陸自動車道のパーキングエリアである。

## 施設

### 上り線（米原・小浜方面）
- 駐車場
  - 大型 8台
  - 小型 16台
- トイレ
  - 男性 大3（和式0・洋式3）・小7
  - 女性 10（和式1・洋式9）
    - 同伴の男児用 1

  - 車椅子用 1
- スナック（7:00 - 20:00）
- ニューとん太（7:00 - 20:00）
- ショッピング（7:00 - 20:00）
- 自動販売機
- ぷらっとパーク（7:00 - 20:00）

### 下り線（新潟・高山方面）
- 駐車場
  - 大型 8台
  - 小型 17台
- トイレ
  - 男性 大3（和式1・洋式2）・小8
  - 女性 11（和式1・洋式10）
    - 同伴の男児用 1

  - 車椅子用 1
- スナック（7:00 - 20:00）
- ニューとん太（7:00 - 20:00）
- ショッピング（7:00 - 20:00）
- 自動販売機

## 隣
E8 北陸自動車道
(17-1)金沢森本IC - 不動寺PA - (18)小矢部IC